# Морелос
Морелос (на испански: Morelos) е един от 31-те щата на Мексико. Разположен е в централноюжната част на страната. Морелос е с население от 1 612 899 жители (2005 г., 22-ри по население), а общата площ на щата е 4950 км², което го прави 30-ия по големина щат в Мексико. Столица на щата е град Куеранавака